# Comuna Saelele, Teleorman
Saelele este o comună în județul Teleorman, Muntenia, România, formată din satele Pleașov și Saelele (reședința). Suprafață - 2898,98 ha. În satele comunei sunt două școli și două grădinițe. Activitățile specifice zonei sunt: legumicultura, agricultura, creșterea animalelor (bovine, ovine, porcine, caprine, cabaline).

## Demografie
Componența etnică a comunei Saelele
     Români (92,53%)
     Alte etnii (7,47%)
Componența confesională a comunei Saelele
     Ortodocși (91,43%)
     Alte religii (0,74%)
     Necunoscută (7,84%)
Conform recensământului efectuat în 2021, populația comunei Saelele se ridică la 1.901 locuitori, în scădere față de recensământul anterior din 2011, când fuseseră înregistrați 2.293 de locuitori. Majoritatea locuitorilor sunt români (92,53%). Din punct de vedere confesional, majoritatea locuitorilor sunt ortodocși (91,43%), iar pentru 7,84% nu se cunoaște apartenența confesională.

## Istorie
La sfârșitul secolului al XIX-lea, comuna făcea parte din plasa Călmățuiul al județului Teleorman și era alcătuit doar din satul Saelele, cu o populație de 1201 de locuitori. În comună funcționa o școală mixtă și o biserică. În aceiași plasă funcționa și comuna Pleașov, care era alcătuită doar din satul Pleașov, cu o populație de 633 de locuitori. În comună exista o biserică și o școală mixtă frecventată de 15 elevi.
Anuarul Socec din 1925 consemnează comuna în plasa Turnu Măgurele a aceluiași județ și cu o populație de 1960 de locuitori. Comuna Pleașov a fost desființată și inclusă în comuna Lunca.
În anul 1950, comuna a trecut în administrația raionului Turnu Măgurele al regiunii Teleorman, raion care, doi ani mai târziu, a fost inclus în regiunea București. În timp, comuna și-a recăpătat satul Pleașov de la comuna Lunca.
În anul 1968, comuna a trecut la județul Teleorman, dar a fost desființată imediat, iar satele ei au trecut la comuna Lunca. Comuna a fost reînființată în anul 2004, în structura actuală.

## Politică și administrație
Comuna Saelele este administrată de un primar și un consiliu local compus din 11 consilieri. Primarul, Gabriel Cârjan[*], de la Partidul Social Democrat, este în funcție din 2004. Începând cu alegerile locale din 2024, consiliul local are următoarea componență pe partide politice:
|  | Partid                    | Consilieri | Componența Consiliului | Componența Consiliului | Componența Consiliului | Componența Consiliului | Componența Consiliului | Componența Consiliului | Componența Consiliului | Componența Consiliului | Componența Consiliului | Componența Consiliului |
|  | ------------------------- | ---------- | ---------------------- | ---------------------- | ---------------------- | ---------------------- | ---------------------- | ---------------------- | ---------------------- | ---------------------- | ---------------------- | ---------------------- |
|  | Partidul Social Democrat  | 10         |                        |                        |                        |                        |                        |                        |                        |                        |                        |                        |
|  | Partidul Național Liberal | 1          |                        |                        |                        |                        |                        |                        |                        |                        |                        |                        |